# Ropica lineatithorax
Ropica lineatithorax là một loài bọ cánh cứng trong họ Cerambycidae.